# Reka Sokolitsa
Reka Sokolitsa (bulgariska: Река Соколица) är ett vattendrag i Bulgarien.   Det ligger i regionen Chaskovo, i den centrala delen av landet, 240 km öster om huvudstaden Sofia.
Trakten runt Reka Sokolitsa består till största delen av jordbruksmark. Runt Reka Sokolitsa är det glesbefolkat, med 20 invånare per kvadratkilometer.